# 7号科罗拉多州州道
7号科罗拉多州州道（英語：Colorado State Highway 7，SH-7）是美国科罗拉多州中北部的一条西北-东南走向的州级公路，全长81.64英里（131.39），北起拉里默爾縣埃斯特斯公园接36号美国国道（US-36），向南沿洛磯山國家公園东侧边界至艾倫斯帕克，再向东到里昂走出山区，在此处开始与36号美国国道并线向南至博尔德为止，再折向东穿过丹佛都會區北部的拉法叶，至亞當斯縣的县治布莱顿东侧接76號州際公路（I-76）。